# Manuel Ponce Zavala
Manuel Ponce Zavala (Tanhuato, Michoacán, 15 de febrero de 1913 - Ciudad de México, 5 de febrero de 1994) fue un sacerdote católico, poeta, periodista, catedrático y académico mexicano.

## Semblanza biográfica
Huérfano de padre en 1918, ingresó al Seminario Tridentino de Morelia en 1924. Fue discípulo del poeta Francisco Alday. En 1934, debido a la persecución religiosa, se refugió en León. El 15 de noviembre de 1936, en la ciudad de Morelia, recibió el sacramento del orden en la capilla de San José de manos del obispo auxiliar Luis María Martínez.
Fue catedrático de su alma mater por cerca de veinticinco años, impartió clases de literatura, preceptiva literaria e historia de la literatura hasta 1961. Durante esta época, fue fundador del Instituto de Cultura Arca y de la Casa de la Poesía. Su poesía se dio a conocer por Gabriel Méndez Plancarte, quien publicó "Ocho poemas inéditos" en la revista Ábside. Después, sus trabajos serían publicados en El Centavo, Viñetas de Literatura Michoacana, Viñetas de Morelia, Letras de México, Occidente, El Hijo Pródigo, Tierra Adentro, Siempre! y Latin American Literary Review, entre algunas otras revistas y gacetas.  Fue director del periódico Letras en Morelia. En 1944, fue fundador de la revista Trento, la cual dirigió durante veinticinco años. 
En 1969, viajó a la Ciudad de México. Fue secretario de la Comisión Nacional de Arte Sacro del Episcopado Mexicano. El 24 de septiembre de 1976, fue elegido miembro de número de la Academia Mexicana de la Lengua, tomó posesión de la silla XIV el 14 de octubre de 1977 con el discurso "La elocuencia sagrada en México", el cual fue contestado por Alí Chumacero.
En 1988 grabó un disco con sus poemas, fue publicado por la Universidad Nacional Autónoma de México (UNAM) en la colección Voz Viva de México con el título de Manuel Ponce y con la presentación de Vicente Quirarte. 
En 1991, el papa Juan Pablo II lo nombró consultor de la Comisión Pontificia para la Guarda y Fomento del Arte y de la Historia. En 1992, fue organizador del Primer Simposio Internacional de Arte Sacro en México, en mayo del mismo año, se le concedió el título de capellán del papa.
En 1993, cuatro de sus obras fueron musicalizadas por Leonardo Velázquez e interpretadas por Margarita Pruneda, fueron grabadas en el disco Poesía religiosa, la edición fue realizada por Fernando Díaz de Undanivia. Colaboró para los periódicos El Universal, La Nación, La Jornada, Reforma y Unomásuno. Murió en la Ciudad de México el 5 de febrero de 1994.

## Obras publicadas
- Ciclo de vírgenes, 1940.
- Quadragenario y segunda pasión, 1942.
- Misterios para cantar bajo los álamos, 1947.
- Álbum jubilar monográfico, 1948.
- El jardín increíble, 1950.
- Díptico pastoral, 1954.
- "Diego José Abad, estudio literario", antología en Cuadernos de literatura michoacana, 1954.
- "Panegíricas y sermones del excelentísimo Sr. Luis Altamirano y Bulnes", antología, 1955.
- Cristo y María. Dos recitales, 1962.
- Elegías y teofanías, 1968.
- Antología poética, 1980.
- Some of my Poems, 1987.
- Fábula de Eurídice y Orfeo, 1988.
- Los lunes de Santa Inés, 1988.